# Julius Sang
Julius Sang (né le 19 septembre 1948 à Kapsabet – mort le 9 avril 2004 à Eldoret) est un athlète kényan spécialiste du 400 mètres.
Étudiant à l'université du centre de la Caroline du Nord, il participe aux Jeux olympiques de 1968 où il est éliminé au premier tour du 100 m et au deuxième tour du 200 m.
Sélectionné pour les Jeux olympiques de 1972 à Munich, Julius Sang monte sur la troisième marche du podium du 400 m derrière les Américains Vincent Matthews et Wayne Collett, établissant en 44 s 92 la meilleure performance de sa carrière sur un tour de piste. Aligné par ailleurs dans l'épreuve du relais 4 × 400 mètres, Julius Sang remporte le titre olympique aux côtés de Charles Asati, Hezahiah Nyamau et Robert Ouko. L'équipe du Kenya devance, avec le temps de 2 min 59 s 8, le Royaume-Uni et la France et profite du forfait de l'équipe des États-Unis, favorite de l'épreuve.

## Palmarès
| Date | Compétition            | Lieu     | Place | Discipline |
| ---- | ---------------------- | -------- | ----- | ---------- |
| 1972 | Jeux olympiques        | Munich   | 3e    | 400 m      |
| 1972 | Jeux olympiques        | Munich   | 1er   | 4 × 400 m  |
| 1985 | Championnats d'Afrique | Le Caire | 1er   | 4 x 400 m  |